# 원격 측정법
원격 측정법(telemetry)은 관측 대상으로부터 이격된 지점에서 다양한 관측을 수행하고 그 데이터를 취득하는 기술이다.  관측 지점에 상주하기에  물리적 · 경제적 또는 안전에 문제가 있거나, 관측 대상이 이동하는 경우에 사용된다. 텔레미터링(telemetering)의 용어를 사용하기도 한다. 원격 측정 장치 자체는 텔레미터(telemeter)라고 부른다.

## 개요
기본적인 기술로 무선(wireless) 방식과 유선 방식이 있다.  일반적으로 무선 방식이 사용되는 예가 많다.
무선 원격 측정을 하기 위해서는 관측지에,
1. 측정을 위한 센서 및 측정기 · 계측기
2. 측정 데이터를 전기 신호 등으로 변환하여 전송하는 송신기

를 두고, 수신측에는
1. 측정 데이터를 수신하는 수신기
2. 데이터를 축적 · 분석하는 시스템

을 설치한다.  전송 방법으로는 대상이 이동하는 경우에는 무선 통신이 주요 통신 수단으로 사용되는데, 경우에 따라서 광 통신 기술도 사용된다.  대상이 고정된 경우에도 무선 전송이 사용될 수 있고, 전선 및 광케이블에 의한 유선 통신도 저비용을 위하거나 또는 전송 대역이 넓은 경우에 사용된다.  전송되는 데이터는 오늘날 거의 디지털 데이터로, 전송 중의 품질 저하 및 손실에 대비하고있다. 여러 지역의 데이터를 장시간 측정하기 위해서 무선 센서 네트워크가 이용되기도 한다.
텔레메트리/텔레미터 기술을 사용하여 원격 기기를 조작하는 방법을 원격 제어 또는 원격 조작(리모컨, 텔레커맨드 )이라고 한다.  우주 개발 분야에서는 인공 위성 우주선의 위치 파악을 포함한 관제 기능을 원격으로 측정, 추적, 명령(Telemetry, Tracking & Command, TT & C)한다.
원격 측정 기술을 이용하여 데이터를 얻는 것은 원격 탐사의 중요한 기술 요소이다.

## 원격 측정법을 사용하는 분야

### 우주 개발
비행 중인 로켓과 궤도 상의 인공위성 · 무인 우주선 등은 가까운 곳에서 측정 할 수 없으므로 원격 측정 기술이 일찍부터 발달했다.
- 로켓 발사 때 탑재된 다양한 센서에 의해, 비행 중인 로켓의 3축 가속도 각 부위의 온도, 각 기능의 동작 상태, 분리 등을 관측하는 화상 등을 취득하여 지상 관제 기관에 전송한다.  계획대로 비행할 수 있는지 확인하고, 장비의 개량이나 사고 발생시 원인 조사 등의 다용도로 사용된다.
- 인공위성도 내부의 온도, 통신 기기의 출력 및 작동 상태, 태양 전지의 발전 용량 축전지의 전압과 충 방전 전류, 자세 제어계의 동작 상태, 연료 잔량 등 많은 정보를 지상에서 얻을 수 있도록 설계된다.

### 원자력
원자력 발전소나 원자력 연구소에서는 원자로의 격납 용기 내부 등의 동작 상태에 대한 모니터링이 지속적으로 필요한데, 인체에 유해한 방사선이 존재하는 이와 같은 환경에서 지속적인 데이터 수집을 위해서는 원격 관측이 필수적이다.

### 야생 동물 연구
야생 동물의 보호, 생태 연구, 해충 구제 등의 목적으로 동물의 개체에, GPS 수신기가 장착되어 있는 원격 측정 송신기를 부착하여 야생 동물의 위치 등을 관측하는 일이 이루어지고 있다. 멸종 위기에 처한 동물의 생태 연구와 철새의 이동 연구에 대한 적용 사례 등이 있다.

### 에너지 절약
공장, 빌딩, 주택 등에서 각 부위의 에너지 사용 상황과 온도 등의 결과를 한곳에서 원격으로 집중 모니터링하여 불필요한 소비를 줄이기 위하여 사용되고 있다 .

### 자연 재해 대책
강우량 · 하천 · 낙뢰 · 산사태 · 화산 분화 등을 상시 또는 위험한 상황에 지속적으로 관측하는 관측 기기 등이 관계 기관에 설치되어 있다.  잘 알려진 적용 예로는 기상 관측 시스템 등이 있다.

### 생체 정보
병원에서 입원중인 환자에 대한 상시 모니터링이 필요한 경우, 무선 원격 측정 방식의 생체 정보 모니터링을 수행하여 심전도 · 맥박 · 혈압 · 체온 · 맥박 산소 측정 등의 데이터를 의사 · 간호사가 대기하는 위치까지 전송하여 비상시 즉시 대응 체제를 갖추고 있다.

### 과금 정보의 취득
전기나 도시 가스 등의 과금을 위한 사용량 측정을 위해서는, 지역마다 배치 한 검침원이 집집마다를 돌며 직접 미터를 읽어야 하는데, 최근에는 ISDN이나 인터넷 망을 이용하여 사용량 데이터를 직접 가스 회사에 전송할 수 있는 사용량 측정기(가스 미터)가 가스 사용처에 보급되어 있다. 이에 따라 검침 비용의 절감이나 검침 누락의 방지 효과를 얻고 있다.  또한 자동 판매기에 휴대 전화 등의 패킷 통신을 이용하여 데이터를 전송하는 원격 측정 장비를 갖추어, 상품의 품절, 잔돈 부족 해소, 매출 관리 등에 이용하고 있다.

## 같이 보기
- 정찰위성
- 원격탐사
- 스카다
- 텔레매틱스
- 무선 센서 네트워크